# NGC 275
NGC 275 là một thiên hà xoắn ốc có thanh nằm cách Hệ Mặt trời khoảng 63 triệu năm ánh sáng trong chòm sao Kình Ngư, được John Herschel phát hiện vào ngày 9 tháng 10 năm 1828. NGC 275 và NGC 274 là một cặp thiên hà.
Thiên hà được mô tả là "rất mờ, nhỏ, tròn, đông nam của 2" bởi John Dreyer trong Danh mục tổng quát mới, với hai thiên hà khác là NGC 274.